# 3-フマリルピルビン酸
3-フマリルピルビン酸（英語: 3-fumarylpyruvic acid）は、マレイルピルビン酸イソメラーゼによる3-マレイルピルビン酸の異性化で生成するジカルボン酸である。3-フマリルピルビン酸は3-フマリルピルビン酸ヒドロラーゼによってフマル酸とピルビン酸に変換される。